# سوارکار (فیلم ۲۰۱۷)
سوارکار  فیلمی درام به نویسندگی و کارگردانی کلویی ژائو است. سوارکار برای رقابت در بخش موازی دو هفته کارگردانان هفتادمین جشنواره فیلم کن انتخاب شد. این فیلم توانست جایزه هنر سینما (Art Cinema Award) را در این بخش به دست بیاورد.